# Ingemann Andersen
Ingemann Andersen (født 30. marts 1929, død 11. september 2017) var en dansk kunstmaler og grafiker, hvis virke dels tog udgangspunkt i hans lollandske fødeegn, dels ved Amalfikysten i Italien, hvor han og hans kone Anne-Lise Brandt i en lang årrække boede om sommeren.
Andersen er især kendt for sine avancerede træsnit med op til syv forskellige farver, men stod også bag en omfattende produktion af oliemalerier, akvareller og skulpturer, samt mosaikker, heraf mange udført til offentlige institutioner i og omkring Maribo.